# Sichelblättrige Eiche
Die Sichelblättrige Eiche (Quercus falcata) ist ein kleiner Baum aus der Gattung der Eichen in der Familie der Buchenartigen. Das Verbreitungsgebiet liegt in den USA.

## Beschreibung
Die Sichelblättrige Eiche ist ein laubabwerfender bis zu 33 Meter hoher Baum mit eiförmiger bis abgerundeter, offener Krone und grauer, anfangs flachrissiger, später tief und schmal gefurchter Borke. Der Stammdurchmesser erreicht über 2,5 Meter. Die innere Rinde ist orangefarben, die Triebe sind anfangs rotbraun behaart. Die Blätter sind 10 bis 30 Zentimeter lang und 6 bis 16 Zentimeter breit, verkehrt eiförmig bis länglich, mit spitzem oder zugespitztem Ende und abgerundeter oder manchmal keilförmiger Basis. Die Spreite ist tief buchtig gelappt mit 3 bis 7 sichelförmigen Lappen. Sie ist ganzrandig oder mit wenigen Zähnen versehen. Beide Blattseiten sind anfangs behaart, später ist die Oberseite glänzend dunkelgrün, die Unterseite silbrig-weiß filzig behaart. Der Stiel ist anfangs behaart und 3 bis 3,5 Zentimeter lang. Die Früchte sind etwa 1,2 bis 1,4 Zentimeter lang, hell rotbraun, rundlich, sehr kurz gestielt und  sitzen in einem flachen Fruchtbecher mit angedrückten Schuppen. Die Früchte reifen im zweiten Jahr.

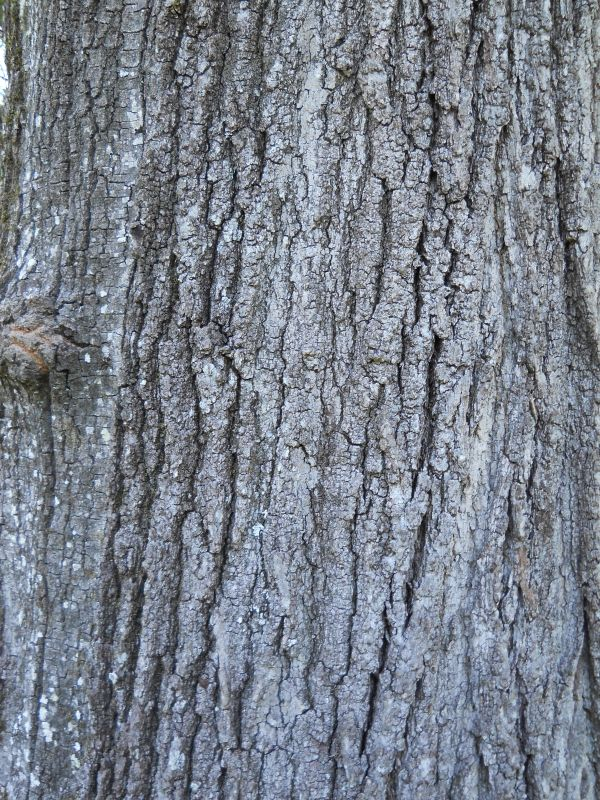
Borke
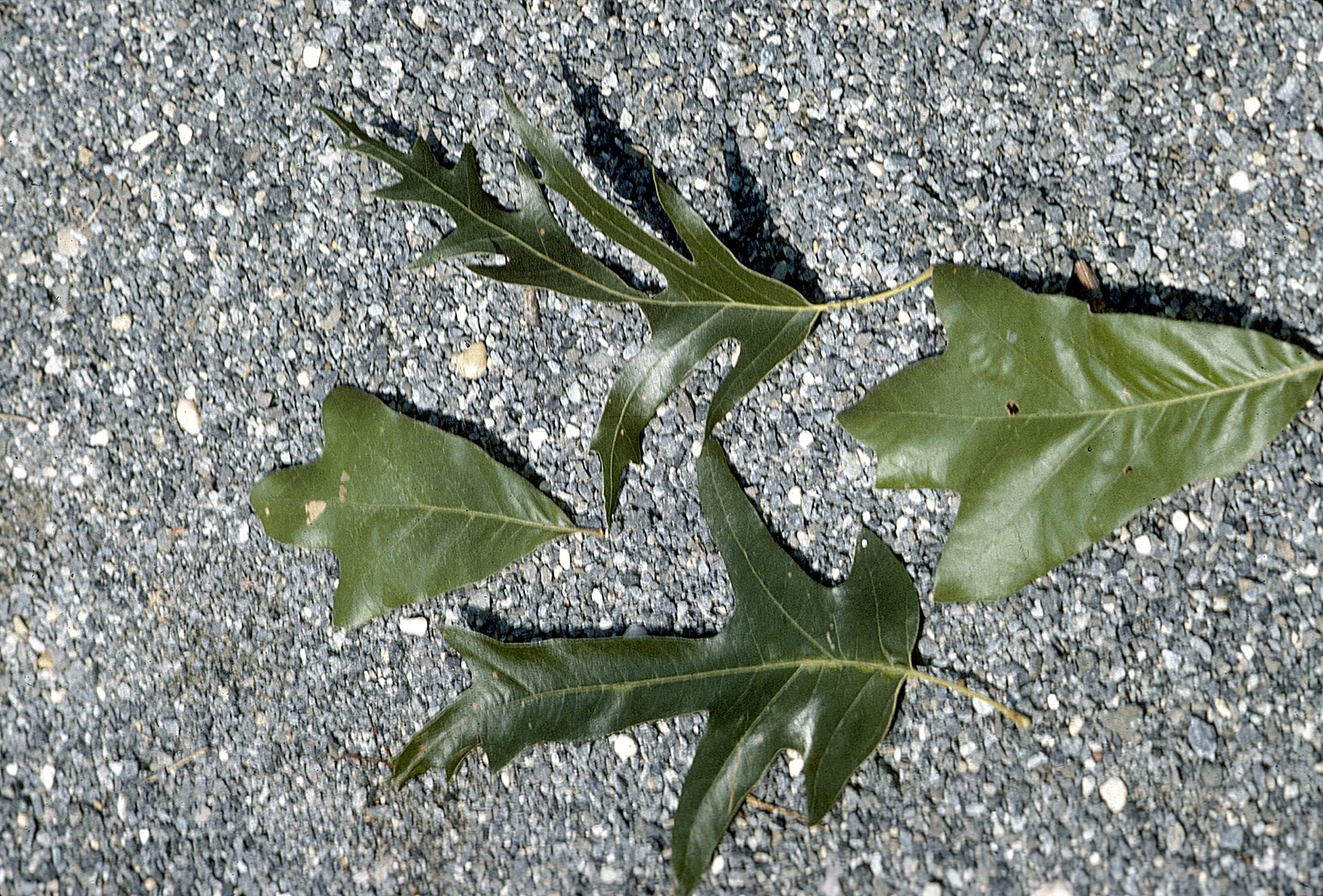
Blätter
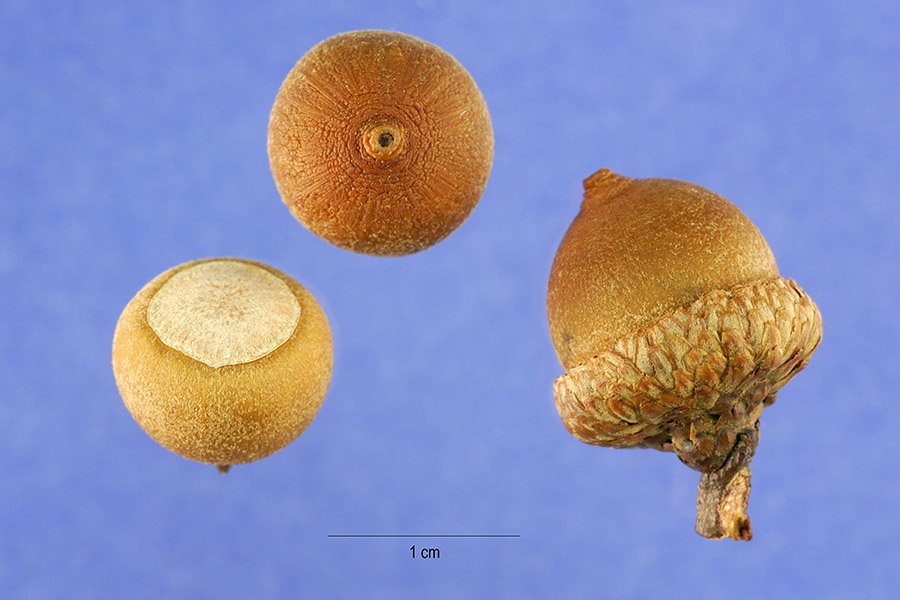
Früchte

## Verbreitung und Ökologie

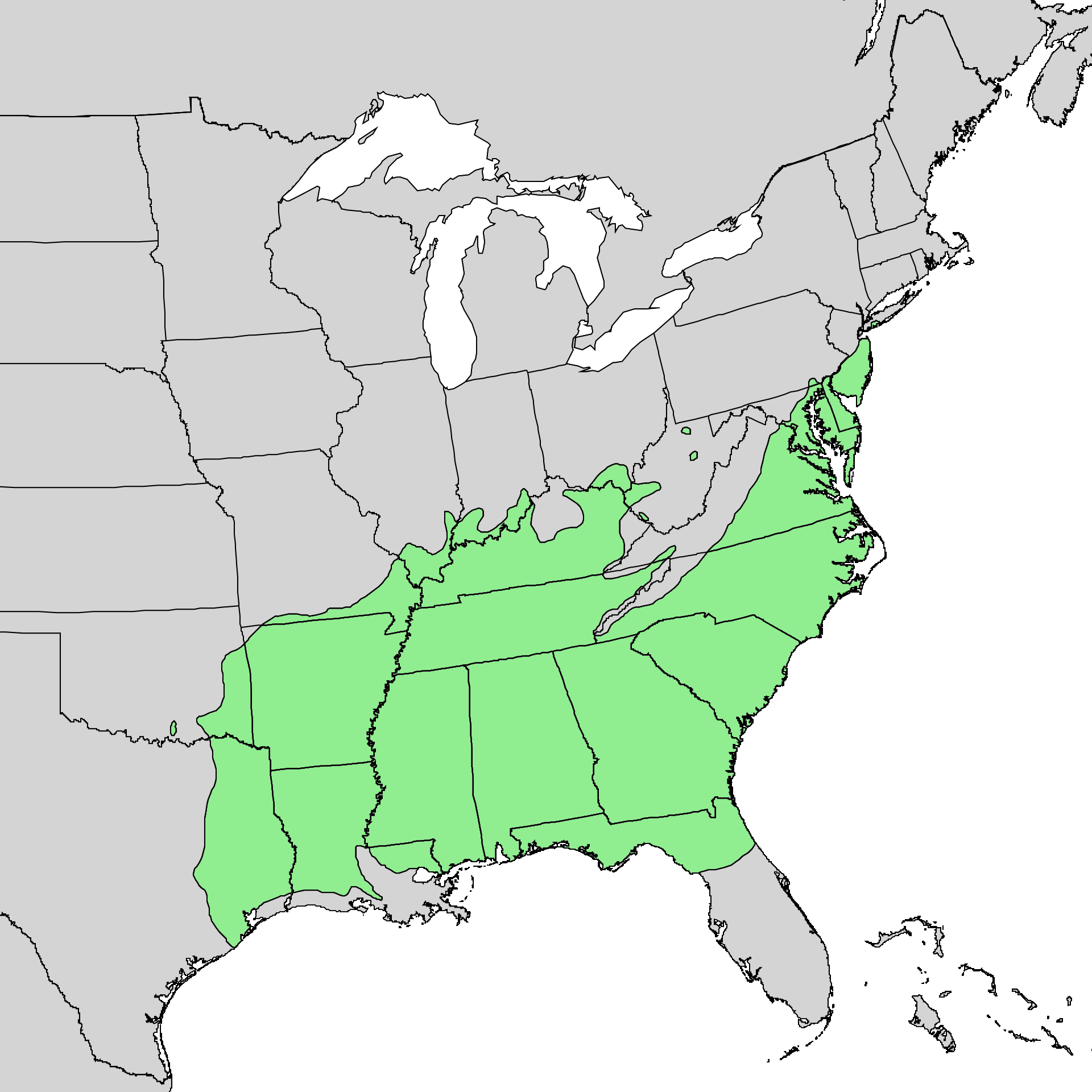
Verbreitungskarte

Das Verbreitungsgebiet liegt im Osten und in der Mitte der USA es erstreckt sich von New York bis Illinois im Norden und von Florida bis Texas im Süden. Sie wächst in 0 bis 800 Metern Höhe in artenarmen Wäldern auf trockenen bis frischen, sauren bis schwach alkalischen, sandig-humosen Böden an sonnigen bis lichtschattigen Standorten. Die Art ist wärmeliebend und frostempfindlich.

## Systematik und Forschungsgeschichte
Die Sichelblättrige Eiche (Quercus falcata) ist eine Art aus der Gattung der Eichen (Quercus) in der Familie der Buchengewächse (Fagaceae). Die Erstbeschreibung erfolgte 1801 durch André Michaux in der Histoire des chênes de l'Amérique, ....
Die Art bildet mit Quercus ilicifolia, Quercus imbricaria, Quercus incana, Quercus laevis, Quercus laurifolia, Quercus marilandica, Quercus nigra, Quercus  pagoda, Quercus phellos, Quercus shumardii, Quercus hemisphaerica und Quercus velutina Hybride.

## Verwendung
Die Art wird sehr selten genutzt. Sie wurde jedoch von der indigenen Bevölkerung für verschiedenste Zwecke verwendet, so gegen Magenverstimmungen, Durchfallerkrankungen, Fieber und andere.